# Fanny La Croix
Fanny La Croix est une actrice québécoise née le 5 juin 1976 à Montréal (Canada).

## Filmographie
- 1999 : The Patty Duke Show: Still Rockin' in Brooklyn Heights (TV) : Tiffany Carson
- 2002 : Le Dernier Chapitre (feuilleton TV) : Sarah Durelle
- 2002 : Le Dernier Chapitre : La Suite (feuilleton TV) : Sarah Durrelle
- 2002 : Le Marais : Nun
- 2002 : The Book of Eve : Kim
- 2002 : Undying Love : Kissing woman
- 2003 : The Last Chapter II: The War Continues (feuilleton TV) : Sarah Durelle
- 2003 : Une célibataire à New York (See Jane Date) (TV) : Bridesmaid #1
- 2005 : Trudeau II: Maverick in the Making (feuilleton TV) : Dolorès Landry
- 2006 : Octobre 1970 :  Louise Lanctôt